# Benjamín Paredes
Benjamín Paredes (Benjamín Vencar Paredes Martínez; * 30. April 1962 in Ecatepec de Morelos) ist ein ehemaliger mexikanischer Langstreckenläufer, der sich auf die Marathondistanz spezialisiert hat.

## Leben
Seine ersten größeren Erfolge erzielte er 1993 mit seinen Siegen beim Maratón de la Comarca Lagunera und beim Marathon der Zentralamerika- und Karibikspiele in Ponce. 1994 wurde er Dritter beim Rotterdam-Marathon. Internationale Aufmerksamkeit wurde ihm jedoch erst beim New-York-City-Marathon desselben Jahres zuteil. Das Rennen nahm einen kuriosen Verlauf, als sein Freund und Trainingspartner Germán Silva in Führung liegend gut einen Kilometer vor dem Ziel fehlgeleitet wurde und einen Umweg laufen musste. Paredes konnte zwischenzeitlich die Spitze übernehmen, wurde jedoch am Ende noch von Silva überholt und beendete das Rennen als Zweiter.
Bei den Panamerikanischen Spielen 1995 in Mar del Plata errang Paredes den Sieg im Marathonlauf. 1996 belegte er bei den Olympischen Spielen in Atlanta den achten Rang. 2000 siegte er erneut beim Maratón de la Comarca Lagunera, erreichte jedoch bei den Olympischen Spielen in Sydney nur den 64. Platz. Den Marathonlauf der Leichtathletik-Weltmeisterschaften 2001 in Edmonton beendete er auf Platz 19. 2001 und 2003 wurde er Zweiter in der Comarca Lagunera.
Benjamín Paredes ist 1,62 m groß und wog zu Wettkampfzeiten 50 kg.

## Bestleistungen
- Halbmarathon: 1:01:49 h, 14. März 1999, Monterrey
- Marathon: 2:10:40 h, 17. April 1994, Rotterdam